# Сент-Питерсберг (Пенсильвания)
Сент-Пи́терсберг  (англ. St. Petersburg) — боро в округе Кларион, штат Пенсильвания, США. В 2020 году в боро проживало 338 человек.

## Географическое положение и транспорт

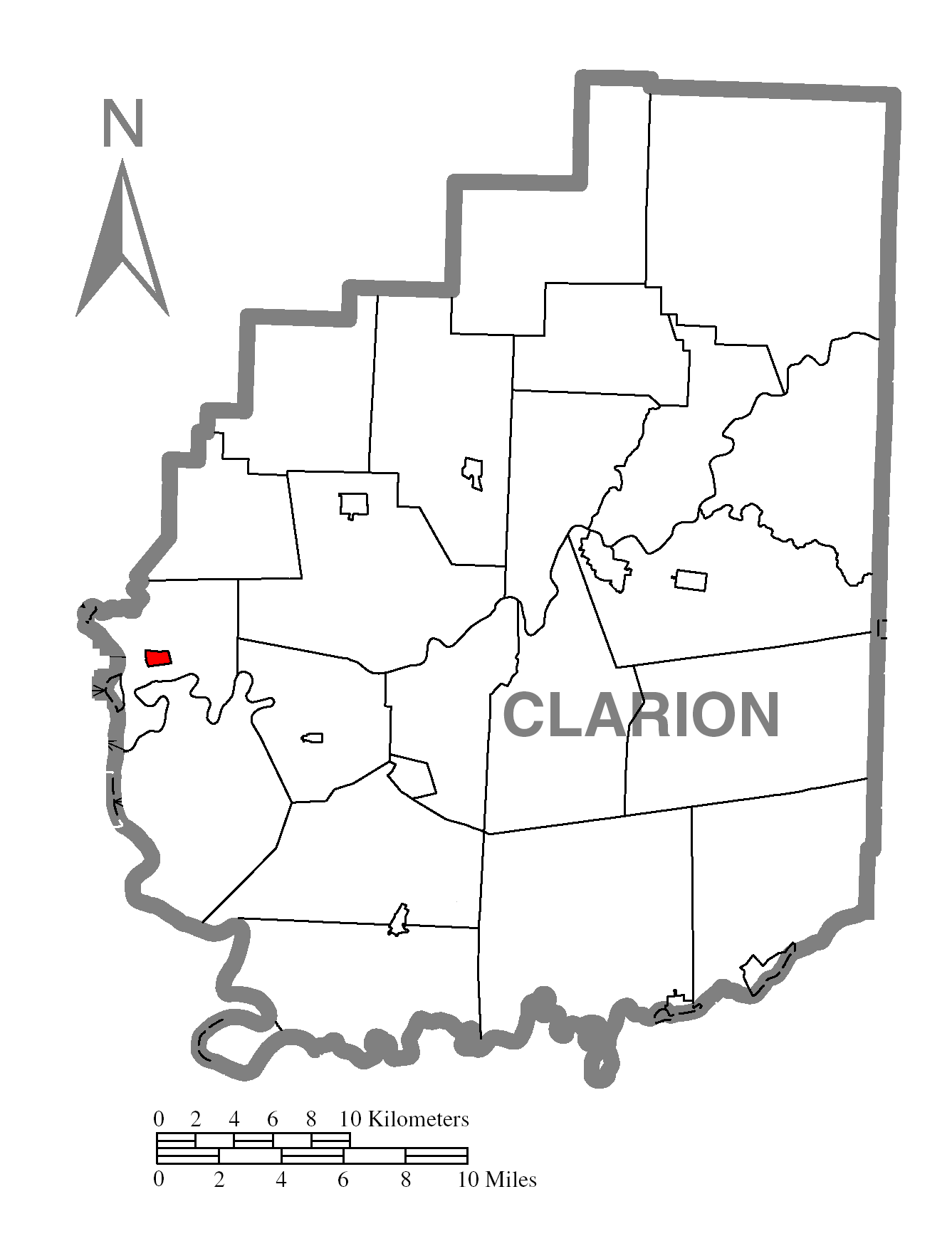
Боро Сент-Питерсберг на карте округа Кларион

Боро расположен на западе округа Кларион. По данным Бюро переписи населения США Сент-Питерсберг имеет площадь 0,83 квадратных километра. Через боро проходит дорога штата 58.

## История
Территория современного боро Сент-Питерсберг была передана содружеством Пенсильвания в собственность Джареду Ингерсоллу, Джону Адлуму, Александру Далласу, Чарли Суифту и Бенжамину Крю. Поселение было названо Питерсбергом в честь судьи Питерса. Это название перешло к почтовому офису, который был создан в 1862 году, однако было изменено на Сент-Питерсберг, чтобы не было совпадения с другим почтовым офисом штата.

## Население
По данным переписи 2010 года население Сент-Питерсберга составляло 400 человек (из них 49,3 % мужчин и 50,7 % женщин), в боро было 167 домашних хозяйств и 106 семей. Расовый состав: белые — 99,5 %, азиаты — 0,5 % и представители двух и более рас — 4,8 %.
Население города по возрастному диапазону по данным переписи 2010 года распределилось следующим образом: 24,5 % — жители младше 18 лет, 2,5 % — между 18 и 21 годами, 58,2 % — от 21 до 65 лет и 14,8 % — в возрасте 65 лет и старше. Средний возраст населения — 39,9 года. На каждые 100 женщин в Сент-Питерсберге приходилось 97,0 мужчин, при этом на 100 совершеннолетних женщин приходилось уже 101,3 мужчин сопоставимого возраста.
Из 167 домашних хозяйств 63,5 % представляли собой семьи: 46,1 % совместно проживающих супружеских пар (27,5 % с детьми младше 18 лет); 10,8 % — женщины, проживающие без мужей и 6,6 % — мужчины, проживающие без жён. 36,5 % не имели семьи. В среднем домашнее хозяйство ведут 2,40 человека, а средний размер семьи — 2,98 человека.
| 1880 | 1890 | 1900 | 1910 | 1920 | 1930 | 1940 | 1950 | 1960 | 1970 | 1980 | 1990 | 2000 | 2010 | 2020 |
| ---- | ---- | ---- | ---- | ---- | ---- | ---- | ---- | ---- | ---- | ---- | ---- | ---- | ---- | ---- |
| 1044 | 655  | 482  | 453  | 454  | 487  | 510  | 451  | 417  | 416  | 452  | 349  | 405  | 400  | 338  |

## Экономика
В 2015 году из 228 человек старше 16 лет имели работу 120. При этом мужчины имели медианный доход в 43 000 долларов США в год против 29 375 долларов среднегодового дохода у женщин. В 2014 году медианный доход на семью оценивался в 46 000 $, на домашнее хозяйство — в 41 964 $. Доход на душу населения — 20 194 $ в год. 7,3 % от всего числа семей в Сент-Питерсберге и 10,4 % от всей численности населения находилось на момент переписи за чертой бедности.